# Schwengentalbach
Schwengentalbach är ett vattendrag i Österrike.   Det ligger i förbundslandet Steiermark, i den östra delen av landet, 140 km söder om huvudstaden Wien.
Omgivningarna runt Schwengentalbach är en mosaik av jordbruksmark och naturlig växtlighet. Runt Schwengentalbach är det ganska tätbefolkat, med 86 invånare per kvadratkilometer.